# Ilustrados

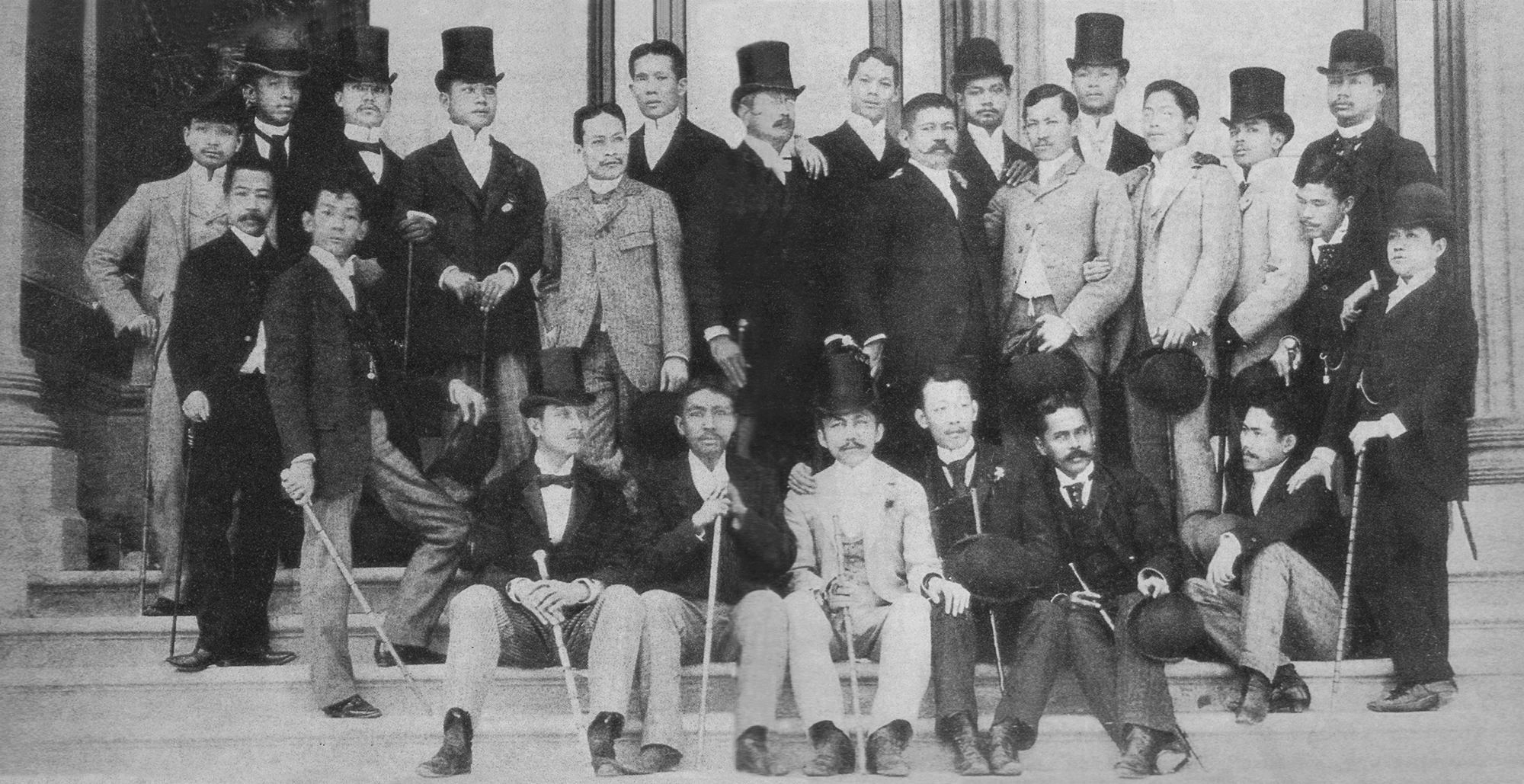
Gli Ilustrados a Madrid, c.1890

Gli Ilustrados (termine spagnolo per "eruditi," "dotti," o "illuminati") furono una classe sociale di filippini formatasi nel XIX secolo, durante l'epoca coloniale spagnola.
Si trattava di un ceto medio cresciuto nell'insegnamento della lingua spagnola ed esposto ad idealismi liberali sia spagnoli che europei. La classe degli ilustrados era composta da intellettuali per lo più spagnoli nati nell’arcipelago ma anche di altre etnie – indios, insulares e mestizos tra gli altri – i quali spingevano per delle riforme attraverso "un accordo più equo sia di potere politico che economico", sotto la tutela spagnola.
Stanley Karnow, nel suo libro In Our Image: America's Empire in the Philippines, definì gli ilustrados come la ricca intelligencija, in quanto molti dei suoi componenti provenivano da famiglie agiate del periodo. Essi furono figure importanti per la nascita del nazionalismo filippino.

## Storia

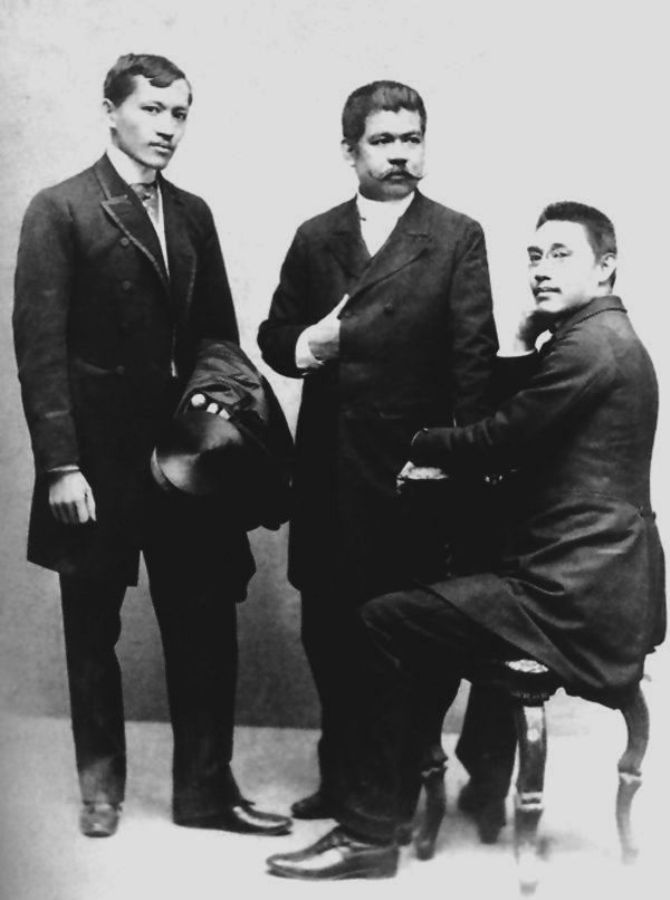
Tre prominenti Ilustrados in Spagna nel 1890: José Rizal, Marcelo H. del Pilar e Mariano Ponce (da sinistra a destra)

Tra gli ilustrados prominenti vi furono Graciano López Jaena, Marcelo H. del Pilar, Mariano Ponce, Antonio Luna e José Rizal, quest'ultimo eroe nazionale filippino.
Inizialmente, Rizal e gli altri ilustrados non desideravano richiedere l'indipendenza delle Filippine dalla Spagna, ma desideravano piuttosto dei trattamenti equi indipendentemente dall'etnia di appartenenza. Tra l'altro, gli ilustrados spinsero per la secolarizzazione delle parrocchie, per il riconoscimento dell'arcipelago come una provincia della Spagna e per avere un rappresentante alle Corti Generali.
A partire dal 1872, tuttavia, il sentimento nazionalista fra il popolo iniziò a crescere dopo che tre preti – José Burgos, Mariano Gómez e Jacinto Zamora – furono accusati senza alcuna prova di aver organizzato e guidato l'ammutinamento di Cavite. Il trio, divenuto noto come Gomburza, fu condannato alla pena di morte tramite garrota il 17 febbraio 1872 dalle autorità dell'impero spagnolo. L'evento ebbe un duro colpo sul popolo filippino e gli idealismi degli ilustrados iniziarono lentamente a mutare. Le novelle di Rizal Noli Me Tangere ("Non mi toccare") ed El filibusterismo ("L'ostruzionismo") avevano l'intento di esporre al mondo i trattamenti subiti dai filippini durante il periodo del colonialismo spagnolo. L'attività di Rizal portò eventualmente all'esecuzione dello stesso, avvenuta il 30 dicembre 1896. La morte di uno dei loro principali esponenti portò gli ilustrados a sostenere un conflitto armato con le autorità spagnole. In particolare, diversi membri della classe sociale iniziarono ad appoggiare le attività di rivolta di Andrés Bonifacio e del Katipunan. Dopo la rivoluzione filippina, le politiche attuale dagli Stati Uniti d'America rinforzarono la posizione degli ilustrados all'interno della società. Diversi di essi ricevettero l'offerta di presidiare posizioni del governo, oltre ad entrare in possesso delle proprietà terriere dei frati.

## Noti membri degliilustrados
- Marcelo H. del Pilar (1850–1896)
- Félix Resurrección Hidalgo (1855–1913)
- Graciano López Jaena (1856–1896)
- Antonio Luna (1866–1899)
- Juan Luna (1857–1899)
- Mariano Ponce (1863–1918)
- José Rizal (1861–1896)
- Isabelo de los Reyes (1864–1938)
- Dominador Gomez (1868–1929)